# Philinos d'Athènes
Pour les articles homonymes, voir Philinos.
Philinos, en grec ancien Φιλῖνος, fils de Nicostrate, est un orateur grec du IVe siècle av. J.-C. contemporain de Démosthène et de Lycurgue.

## Notice historique
Démosthène le mentionne comme son associé en tant que triérarque. Harpocration cite trois de ses discours : 
- Contre les statues d'Eschyle, Sophocle et Euripide, contre une proposition de Lycurgue d'élever des statues aux trois poètes tragiques
- Contre Dorothée, aussi attribué à Hypéride
- Action en justice des Croconides contre les Cœronides, aussi attribué à Lycurgue.